# Kołhosp im. Czapajewa
Kołhosp im. Czapajewa (ukr. ФК «Колгосп імені Чапаєва» (Київська область)) – ukraiński klub piłkarski reprezentujący obwód kijowski z siedzibą we wsi Czapajewka (obecnie Błahodatne w obwodzie czerkaskim), działający w latach 1934–197x. Pierwsza wiejska drużyna, która wzięła udział w rozgrywkach o Puchar ZSRR.

## Historia
Chronologia nazw:
- 1934: Kołhosp im. Czapajewa (ukr. «Колгосп імені Чапаєва» (Київська область), ros. «Колхоз им. В.И. Чапаева» (Киевская область))
- 197x: klub rozwiązano

Piłkarska drużyna Kołhosp im. Czapajewa została założona we wsi Czapajewka, która wówczas należała do obwodu kijowskiego, w 1934 roku i reprezentowała miejscowy kołchoz imienia Wasilija Czapajewa, który powstał w 1929 roku. Wkrótce ten kołchoz stał się kołchozem milionerem do naśladowania, który dysponował budżetem w wysokości 1,3 miliona rubli i zaczął wydawać znaczne środki na rozwój społeczny i kulturalny.
Pierwsze mecze piłki nożnej we wsi Boguszkowa Słoboda, przemianowanej później na Czapajewka (współczesna wieś Błagodatne), odbyły się jesienią 1920 roku, kiedy w pobliżu wsi znajdował się obóz 25. Dywizji Czapajewskiej, którego żołnierze grali w piłkę nożną i inne zabawy z lokalnymi mieszkańcami.
Zespół swoje pierwsze mecze rozegrał na boisku wiejskiej szkoły. 7 czerwca 1936 roku drużyna otrzymała stadion, będący wówczas pierwszym wyposażonym stadionem wiejskim w ZSRR. Zbudowany staraniem kijowskich architektów i miejscowego samouka Ponomarenki stadion kosztował kołchoz 112 tys. rubli, posiadał trybuny dla 5.000 widzów, lożę dla honorowych gości i estradę do akompaniamentu muzycznego. W meczu otwarcia przy 9-tysięcznej widowni zespół zremisował 0:0 z drużyną Szewczenkowskiej Stacji Maszynowo-Traktorowej.
Kiedy w 1936 roku organizowano rozgrywki o Puchar ZSRR, organizatorzy ze względów ideologicznych chcieli, aby w rozgrywkach brały udział nie tylko drużyny robotnicze, ale także drużyny chłopskie. Jednak jedynie pokazowy kołchoz im. Czapajewa zgodził się zapłacić za przyjęcie gości i ewentualne mecze wyjazdowe. I tak to właśnie drużyna tego kołchozu stała się jedyną wiejską drużyną w losowaniu pucharu w 1936 roku, a jej spotkanie z drużyną moskiewskich robotników stało się pierwszą oficjalną konfrontacją sportową robotników i chłopów.
25 lipca 1936 klub rozegrał swój pierwszy i jedyny mecz 1/32 finału Pucharu ZSRR z klubem Sierp i Mołot Moskwa, który reprezentował zakład metalurgiczny. Przy dźwiękach orkiestry drużyny wyszły na boisko, a mecz rozpoczął się o godzinie 19:00. W meczu drużyna kołchozu nie miała szans na zwycięstwo i przegrała z rekordowym wynikiem 0:15 (0:9 po pierwszej połowie). Dzień meczu ogłoszono we wsi świętem. Już na pół godziny przed meczem stadion był przepełniony, na mecz przybyli zarówno pracownicy kołchozu, jak i kibice z najbliższych miejscowości od Czerkas do Hrebinki, a w loży dla gości honorowych siedzieli szefowie kołchozu, sekretarze komitetów okręgowych partii i Komsomołu. Po meczu rywale wymienili pozdrowienia i udali się na wspólną uroczystą kolację. Po kolacji kierownik kołchozu Kłymenko wręczył każdemu piłkarzowi słoik miodu z pasieki kołchozu, a dla piłkarzy zorganizowano bankiet, który trwał do rana.
W 1936 roku drużyna z Czapajewki została zwycięzcą pierwszych mistrzostw Ukraińskiej SRR wśród wiejskich drużyn wychowania fizycznego. Pomoc drużynie zaoferował Dynamo Kijów, a trenerem został O. Filonienka.
Kiedy w 1937 roku utworzono reprezentację kołchozów Ukraińskiej SRR, to właśnie kołchoz im. Czapajewa stał się bazowym zespołem tej reprezentacji. Wiosną 1937 roku reprezentacja kołchozów organizowała obóz szkoleniowy w Odessie, gdzie Dynamo Kijów przygotowywało się do mistrzostw. Następnie kapitan Dynama Kostiantyn Szczehocki podjął się opieki nad zawodnikami kołchozu im. Czapajewa. Reprezentacja pracowników kołchozów rozegrała mecz międzynarodowy z reprezentacją francuskich klubów robotniczych, wygrywając 2:1, przy czym wiodącą rolę w drużynie odegrali nie pracownicy kołchozów, a dwie osoby z Dynama, który wzmocnił zespół.
W tym samym roku w samym kołchozie im. Czapajewa odbył się międzynarodowy mecz: 5 kwietnia pracownicy kołchozów gościli w Odessie hiszpańską drużynę marynarzy parowców. Czapajewcy zwyciężyli z wynikiem 6:2, a wśród strzelców znaleźli się A. Rachel i Kremenski.
W latach 30. XX wieku drużyna stale brała udział w lokalnych rozgrywkach, a także rozgrywała mecze z drużynami z innych republik, m.in. Rosji, Białorusi, Gruzji i Mołdawii.
W 1941 roku drużyna została nagrodzona za wysokie osiągnięcia sportowe na Ogólnounijnej Wystawie Rolniczej.
Podczas II wojny światowej zginęła połowa zawodników drużyny, stadion uległ zniszczeniu. W 1946 roku Czapajewce udało się odzyskać pozycję lidera wiejskiego wychowania fizycznego, odbudowując klub, który w tym samym roku został mistrzem Ukraińskiej SRR wśród drużyn kołchozów, oraz pięciotysięczny stadion. Do lat 70. XX wieku zespół brał udział w zawodach stowarzyszenia "Kolos". Po tym klub przestał istnieć.

## Barwy klubowe, strój
|  |  |

Klub ma barwy biało-czerwone. Zawodnicy domowe spotkania zazwyczaj grają w białych koszulkach z czerwoną literą "Cz" (od słowa Czapajew) na sercu, białych spodenkach oraz białych getrach.

## Sukcesy

### Trofea międzynarodowe
Nie uczestniczył w rozgrywkach europejskich (stan na 31-05-2024).

### Trofea krajowe
| \| \| Zdobyte trofea w rozgrywkach Związku Radzieckiego (stan na: 31-12-1992) \| |                                                                         |      |          |
| Rozgrywki                                                                        | Osiągnięcie                                                             | Razy | Sezon(y) |
| Mistrzostwo                                                                      | I miejsce                                                               | 0    |          |
| Mistrzostwo                                                                      | II miejsce                                                              | 0    |          |
| Mistrzostwo                                                                      | III miejsce                                                             | 0    |          |
| Puchar                                                                           | zdobywca                                                                | 0    |          |
| Puchar                                                                           | finalista                                                               | 0    |          |
| Puchar                                                                           | 1/32 finału                                                             | 1    | 1936     |
| II liga                                                                          | I miejsce                                                               | 0    |          |
| II liga                                                                          | II miejsce                                                              | 0    |          |
| II liga                                                                          | III miejsce                                                             | 0    |          |
|                                                                                  | Zdobyte trofea w rozgrywkach Związku Radzieckiego (stan na: 31-12-1992) |      |          |

## Poszczególne sezony

### Rozgrywki międzynarodowe

#### Europejskie puchary
Klub nie uczestniczył w rozgrywkach europejskich.

### Rozgrywki krajowe
| \| \| Bilans występów klubu w rozgrywkach piłkarskich Związku Radzieckiego (Stan na 31 grudnia 1992 r.) \| |                                                                                                   |        |       |   |   |   |    |    |     |      |        |        |        |
| Poziom | Rozgrywki                                                                                         | Sezony | Mecze | Z | R | P | B+ | B– | Pkt | Lata | Awanse | Spadki | Naj.   |
| I | Wysszaja liga / Klass A (wysszaja gruppa) / Klass A (1 gruppa) / Klass A / Gruppa 1 / Gruppa A    | 0      |       |   |   |   |    |    |     |      |        |        |        |
| II | Pierwaja liga / Klass A (1 gruppa) / Klass A (2 gruppa) / Klass B / Gruppa 2 / Gruppa B           | 0      |       |   |   |   |    |    |     |      |        |        |        |
| III | Wtoraja liga / Klass A (2 gruppa) / Klass B / Gruppa 3 / Gruppa W                                 | 0      |       |   |   |   |    |    |     |      |        |        |        |
| IV | Wtoraja nizszaja liga / Klass B / Gruppa G                                                        | 0      |       |   |   |   |    |    |     |      |        |        |        |
| V | Gruppa D                                                                                          | 0      |       |   |   |   |    |    |     |      |        |        |        |
| | Puchar ZSRR                                                                                       | 1      |       |   |   |   |    |    |     | 1936 |        |        | 1/32 f |
| | Bilans występów klubu w rozgrywkach piłkarskich Związku Radzieckiego (Stan na 31 grudnia 1992 r.) |        |       |   |   |   |    |    |     |      |        |        |        |

## Struktura klubu

### Stadion
Drużyna rozgrywała swoje mecze domowe w Czapajewce (obecnie Błahodatne) na stadionie Silśkym, który może pomieścić 5.000 widzów. Stadion został wybudowany w 1936 roku.

### Sponsorzy
- Towarzystwo Sportowe Kołos
- Kołhosp im. Czapajewa w Czapajewce

## Kibice i rywalizacja z innymi klubami

### Derby
- Dynamo Czerkasy
- Spartak Czerkasy
- Charczowyk Czerkasy
- BO Czerkasy
- Torpedo Czerkasy
- Kołhospnyk Czerkasy